# Astrophytum myriostigma
Astrophytum myriostigma là một loài thực vật có hoa trong họ Cactaceae. Loài này được Lem. mô tả khoa học đầu tiên năm 1839.

## Hình ảnh

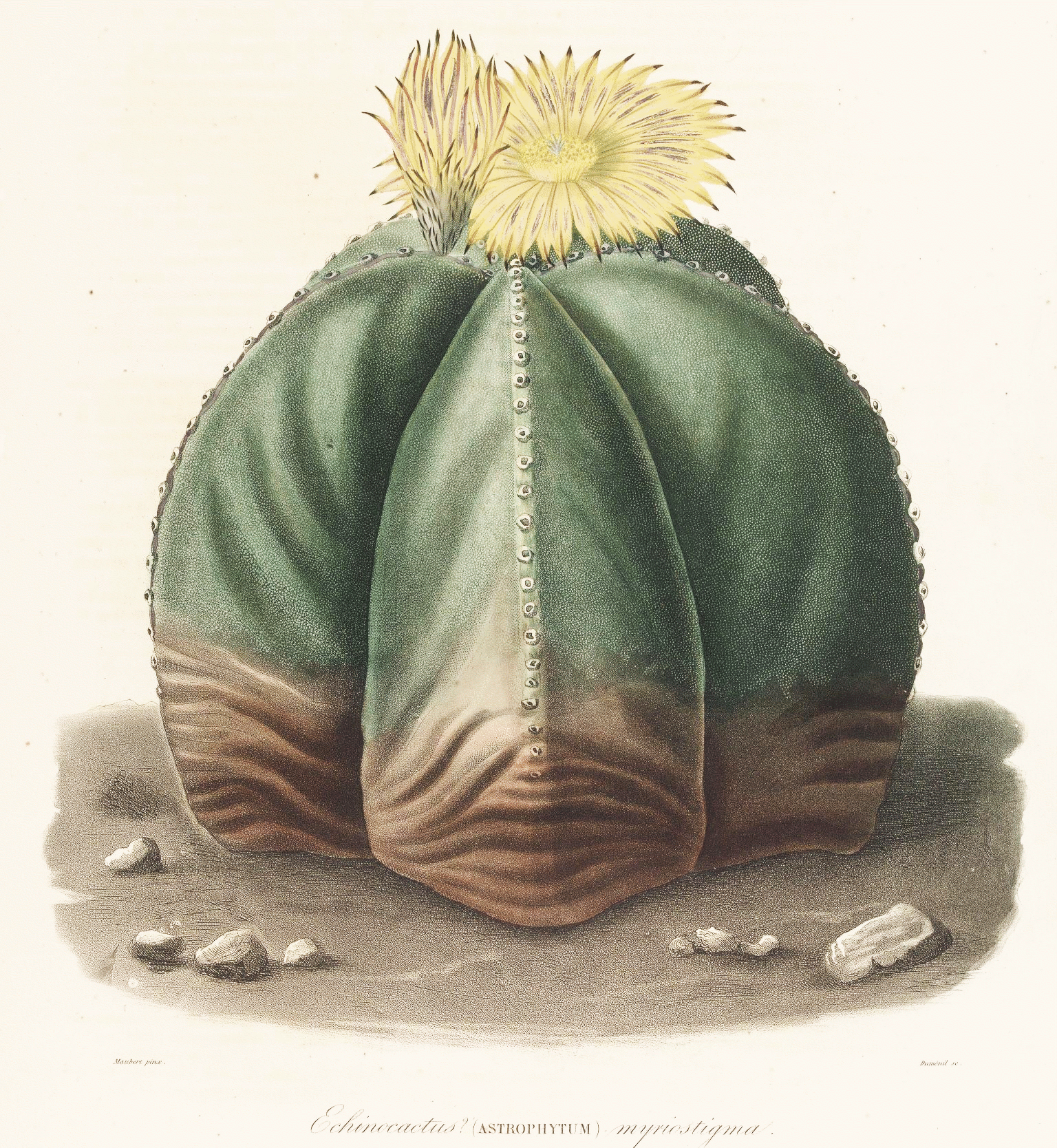
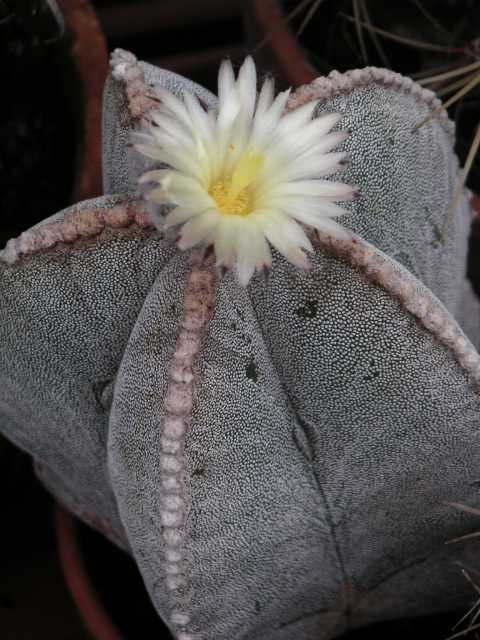
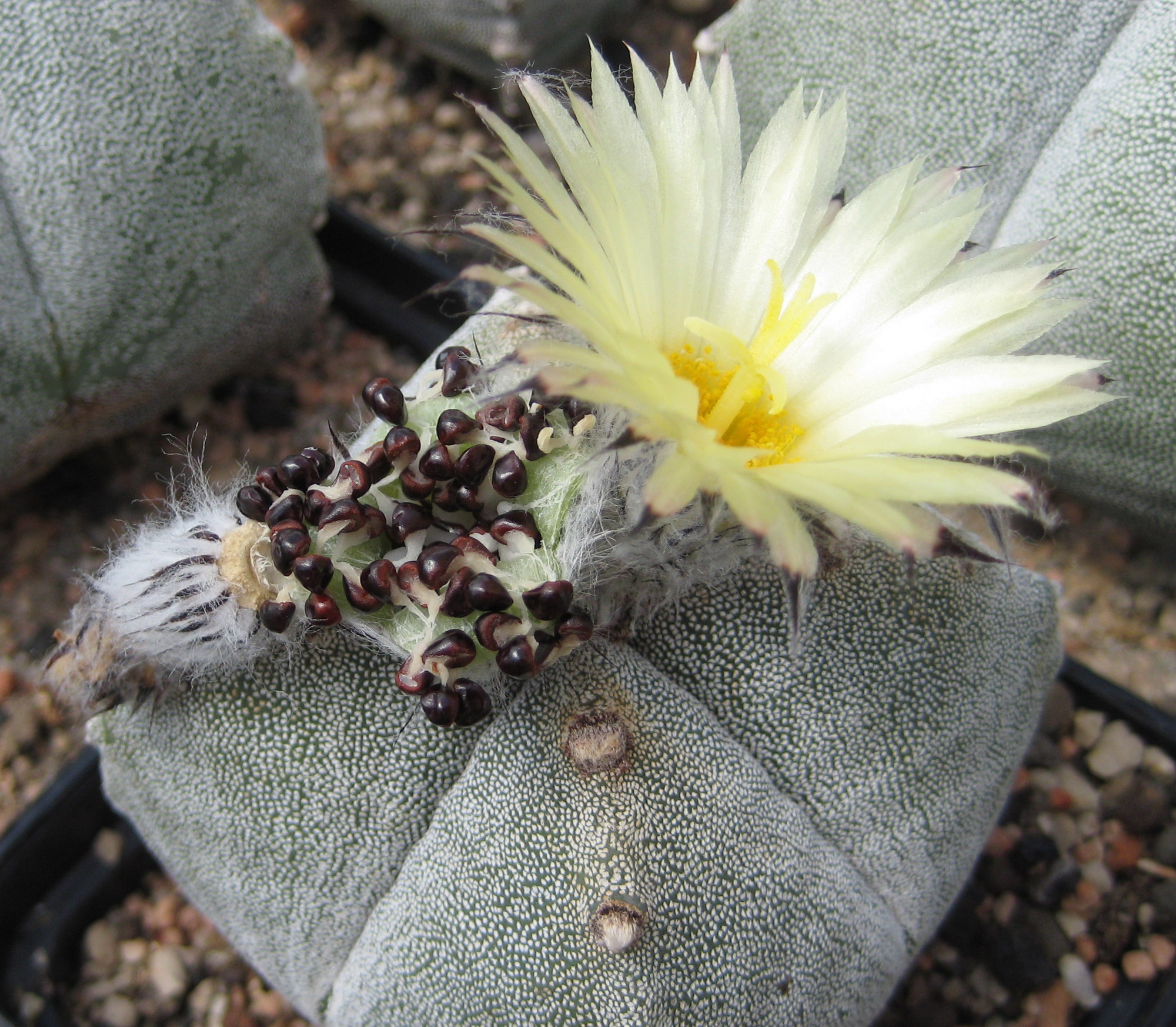
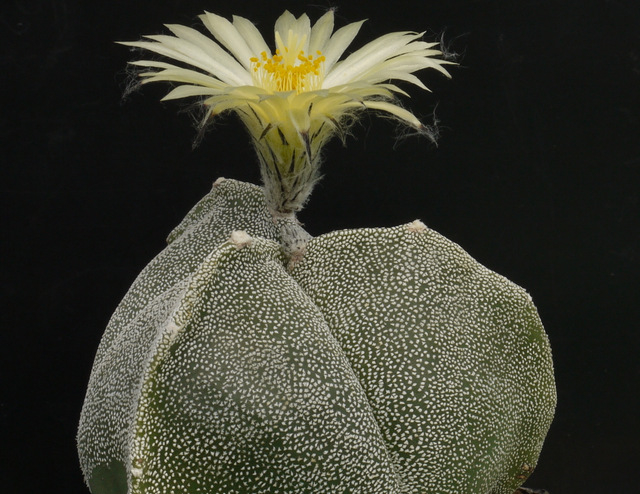
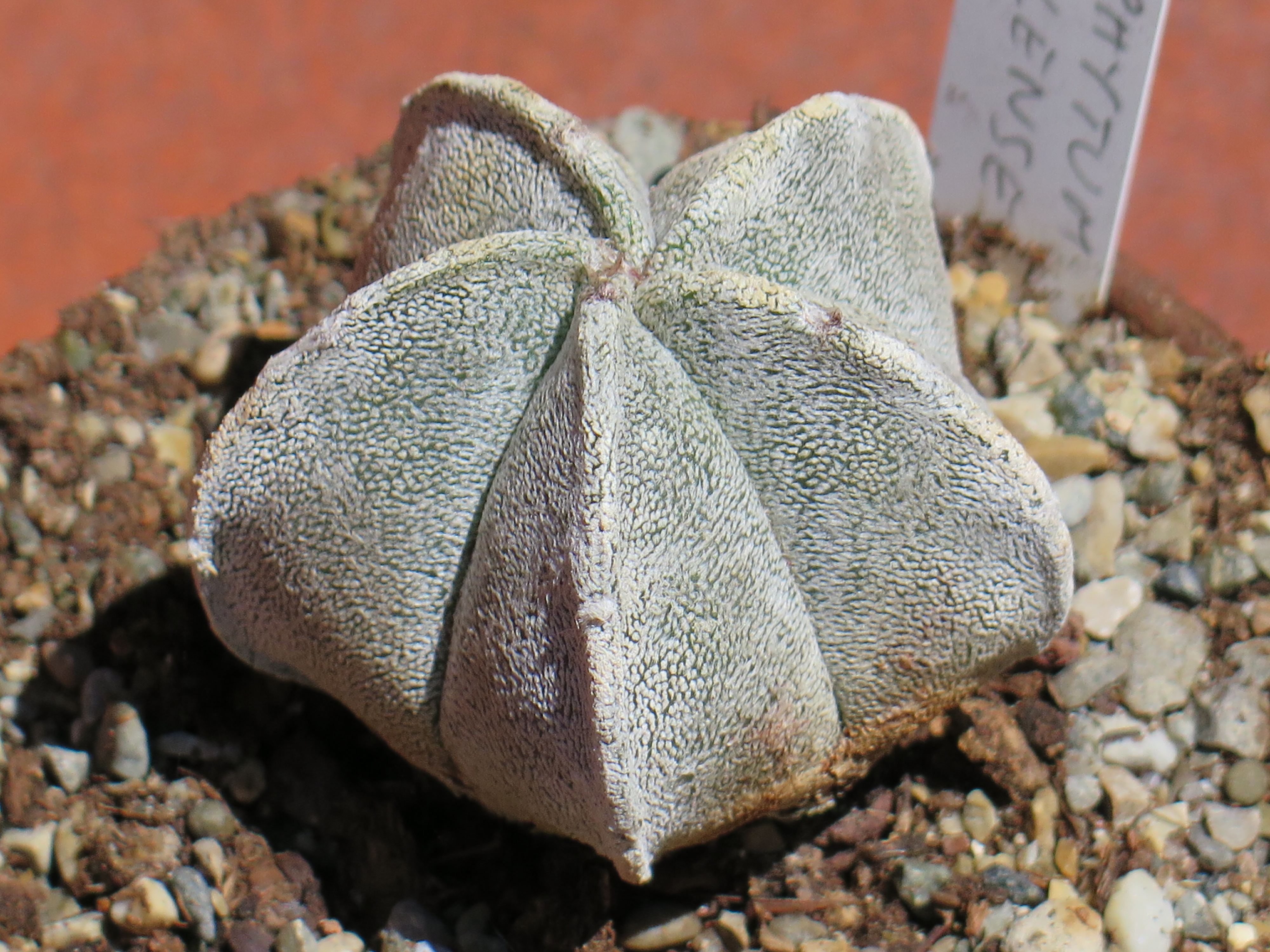
Astrophytum myriostigma v. coahuilense
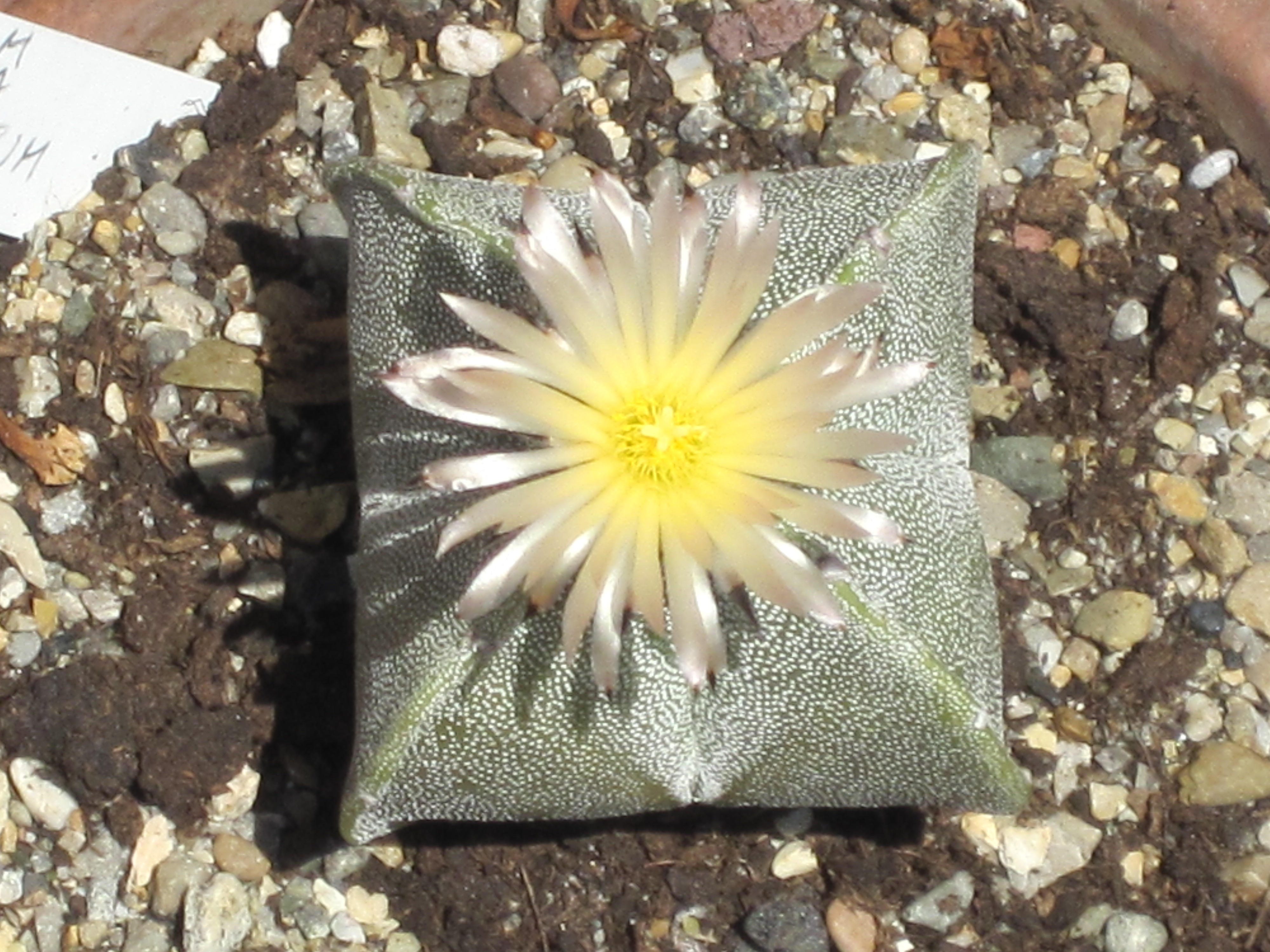
Astrophytum myriostigma v. quadricostatum
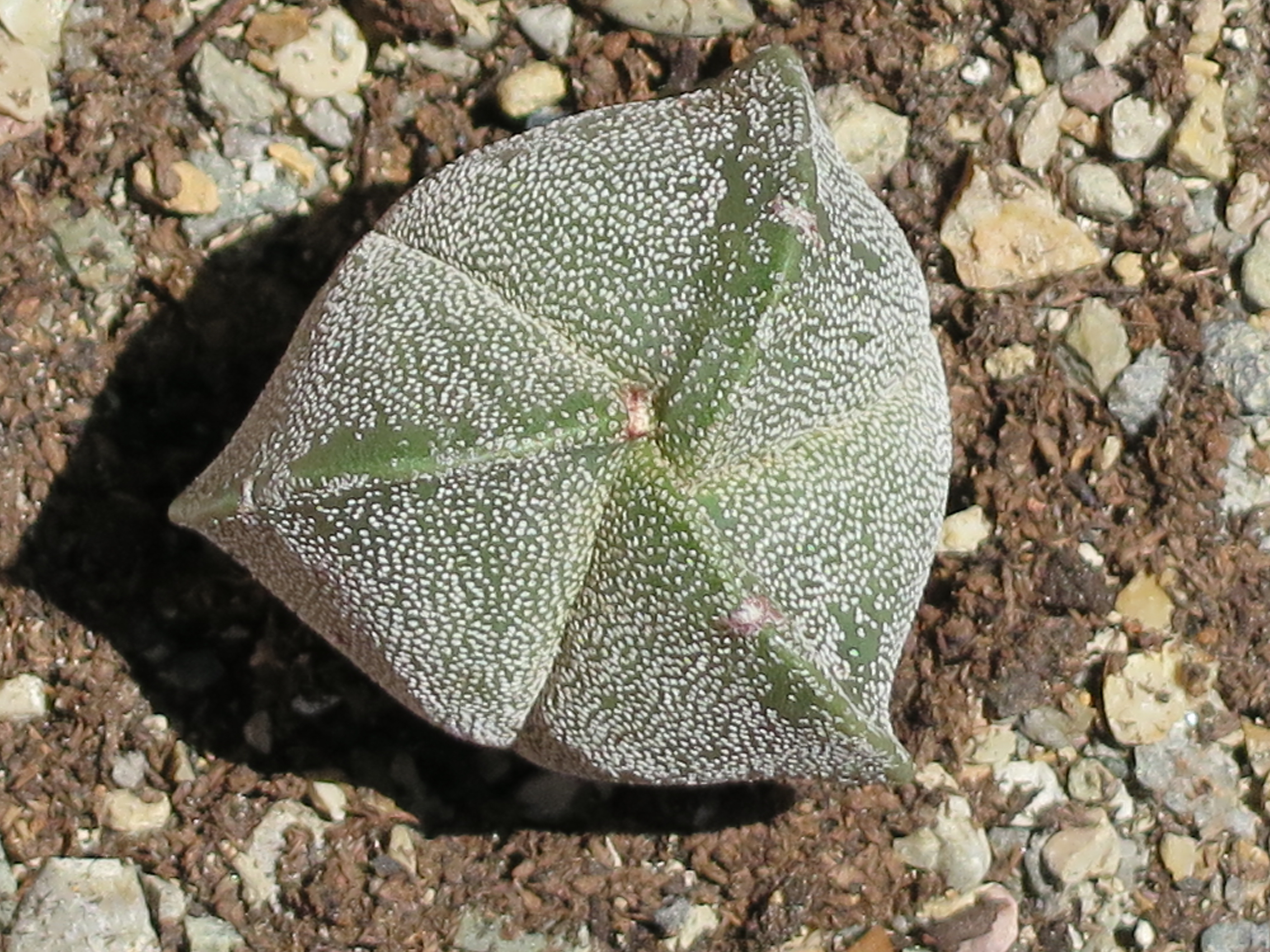
Astrophytum myriostigma v. tricostatum
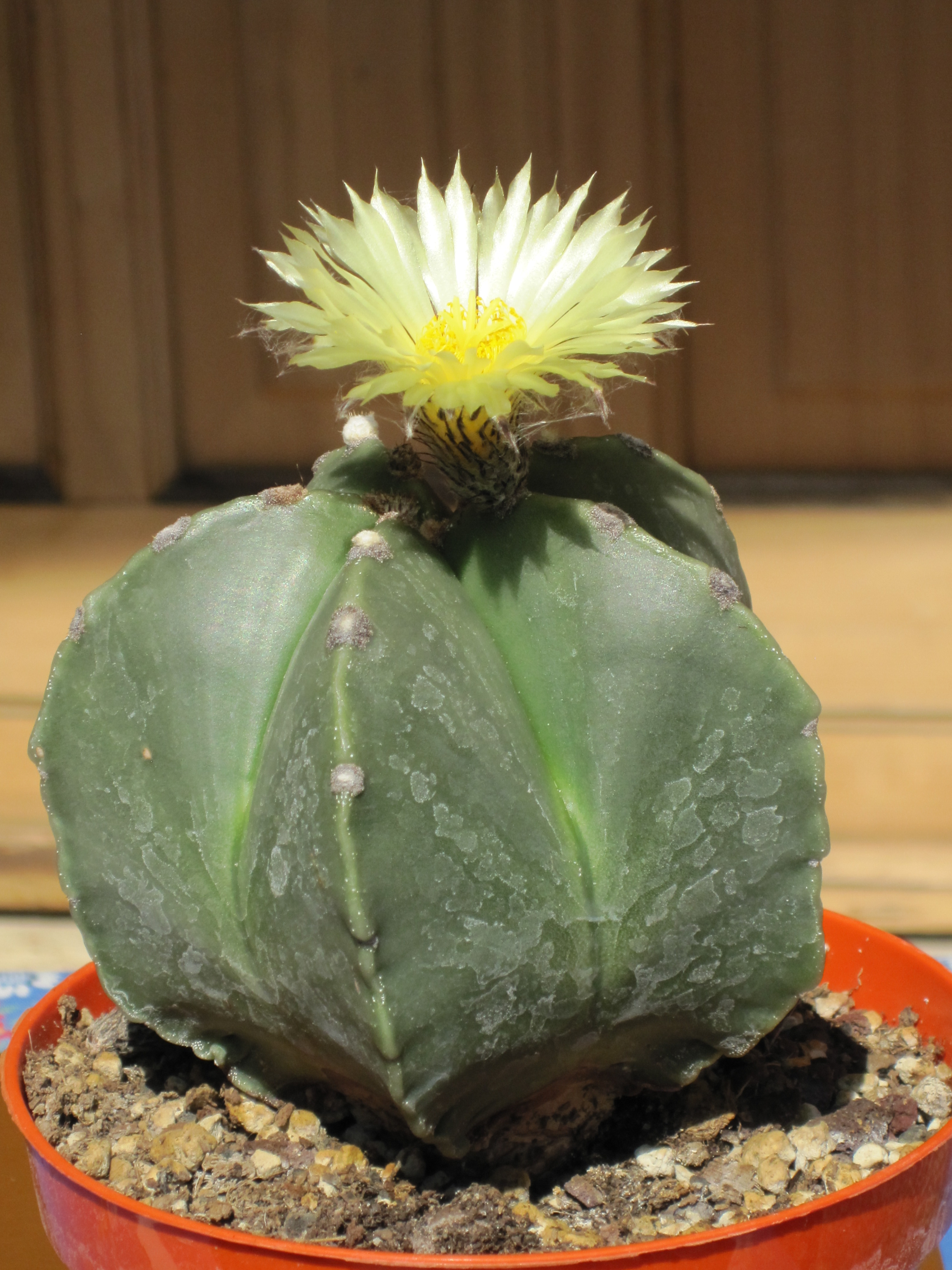
Astrophytum myriostigma v. nudum